# Стандартизований момент
У теорії ймовірностей та статистиці стандартизованим моментом ймовірнісного розподілу називається момент (зазвичай центральний момент вищого порядку), нормований, як правило, на степінь стандартного відхилення, що робить цей момент інваріантним до масштабу. Форми різних ймовірнісних розподілів можна порівнювати за допомогою стандартизованих моментів.

## Стандартна нормалізація
Нехай X — випадкова величина з ймовірнісним розподілом P та математичним сподіванням  
{\textstyle \mu =\operatorname {E} [X]}  
(тобто першим сирим моментом або моментом відносно нуля), де оператор E означає математичне сподівання від X. Тоді стандартизований момент порядку k дорівнює  
{\displaystyle \mu _{k}/\sigma ^{k}},  
тобто відношенню k-го моменту відносно середнього
{\displaystyle \mu _{k}=\operatorname {E} \left[(X-\mu )^{k}\right]=\int _{-\infty }^{\infty }{\left(x-\mu \right)}^{k}f(x)\,dx,}
до k-го степеня стандартного відхилення:
{\displaystyle \sigma ^{k}=\mu _{2}^{k/2}=\left(\operatorname {E} \left[(X-\mu )^{2}\right]\right)^{k/2}.}
Степінь k використовується тому, що моменти масштабуються як {\displaystyle x^{k}}, тобто  
{\displaystyle \mu _{k}(\lambda X)=\lambda ^{k}\mu _{k}(X):}  
вони є однорідними функціями степеня k. Таким чином, стандартизований момент є інваріантним до масштабу. Це також можна пояснити тим, що моменти мають розмірність; у наведеному вище відношенні розмірності скорочуються, і результат є безрозмірним числом.
Перші чотири стандартизовані моменти мають вигляд:
| Degree k | | Comment |
| -------- | --- | --- |
| 1        | {\displaystyle {\tilde {\mu }}_{1}={\frac {\mu _{1}}{\sigma ^{1}}}={\frac {\operatorname {E} \left[(X-\mu )^{1}\right]}{\left(\operatorname {E} \left[(X-\mu )^{2}\right]\right)^{1/2}}}={\frac {\mu -\mu }{\sqrt {\operatorname {E} \left[(X-\mu )^{2}\right]}}}=0} | Перший стандартизований момент завжди дорівнює нулю, бо перший центральний момент завжди дорівнює нулю.             |
| 2        | {\displaystyle {\tilde {\mu }}_{2}={\frac {\mu _{2}}{\sigma ^{2}}}={\frac {\operatorname {E} \left[(X-\mu )^{2}\right]}{\left(\operatorname {E} \left[(X-\mu )^{2}\right]\right)^{2/2}}}=1}                                                                          | Другий стандартизований момент завжди дорівнює одиниці, бо другий момент відносно середнього дорівнює дисперсії σ2. |
| 3        | {\displaystyle {\tilde {\mu }}_{3}={\frac {\mu _{3}}{\sigma ^{3}}}={\frac {\operatorname {E} \left[(X-\mu )^{3}\right]}{\left(\operatorname {E} \left[(X-\mu )^{2}\right]\right)^{3/2}}}}                                                                            | Третій стандартизований момент є мірою асиметрії розподілу.                                                         |
| 4        | {\displaystyle {\tilde {\mu }}_{4}={\frac {\mu _{4}}{\sigma ^{4}}}={\frac {\operatorname {E} \left[(X-\mu )^{4}\right]}{\left(\operatorname {E} \left[(X-\mu )^{2}\right]\right)^{4/2}}}}                                                                            | Четвертий стандартизований момент пов’язаний з ексцесом (ступенем загостреності розподілу).                         |

Для асиметрії та ексцесу існують альтернативні визначення, засновані відповідно на третьому та четвертому кумулянтах.